# 아이무비
아이무비(iMovie)는 사용자가 가정에서 영상을 편집할 수 있게 도와 주는 영상 편집 응용 프로그램이다. 애플사가 1999년에 파이어와이어를 사용하는 첫 매킨토시 모델에 끼워 파는 맥 오에스 8 응용 프로그램으로 처음 공개하였다. 버전 3 이후로, 아이무비는 아이라이프 매킨토시 응용 프로그램 제품군에 포함된 맥 오에스 텐 전용 프로그램이 되어 왔다.
아이무비는 대부분의 미니DV 포맷의 디지털 비디오 카메라가 지원하는 파이어와이어 인터페이스를 사용하여 맥에 동영상을 가져온다. 여기서, 사용자는 영상 클립을 편집하고 타이틀을 추가하며 음악을 넣을 수 있다. 기본 색 수정, 비디오 강화 도구뿐 아니라 페이드인/아웃, 슬라이드와 같은 변화 효과도 제공한다.

## 지원 미디어 포맷
| 비디오 포맷                             | 스틸 이미지 포맷 | 오디오 포맷 | 컨테이너 포맷   |
| --------------------------------------- | ---------------- | ----------- | --------------- |
| Apple Animation Codec                   | BMP              | AAC         | 3GP             |
| Apple Intermediate Codec                | GIF              | AIFF        | AVI             |
| Apple ProRes                            | HEIF             | BWF         | M4V             |
| AVCHD (포함: AVCCAM, AVCHD Lite, NXCAM) | JPEG             | CAF         | MOV (QuickTime) |
| DV (포함: DVCAM, DVCPRO, DVCPRO50)      | PNG              | MP3         | MP4             |
| H.264                                   | PSD              | MP4         |                 |
| HDV                                     | RAW              | RF64        |                 |
| HEVC                                    | TGA              | WAV         |                 |
| iFrame                                  | TIFF             |             |                 |
| Motion JPEG (OpenDML only)              |                  |             |                 |
| MPEG-4 SP                               |                  |             |                 |
| XAVC-S                                  |                  |             |                 |